# Conflitos no Oriente Médio

Definição tradicional do Oriente Médio

O Oriente Médio, região situada ao lado do Ocidente tendo como referência o Mar Mediterrâneo,  inclui os países costeiros do Mediterrâneo Oriental (da Turquia ao Egito), a Jordânia, Mesopotâmia (Iraque), península Arábica, Pérsia (Irã) e geralmente o Afeganistão.
A condição de área de passagem entre a Eurásia e a África, de um lado, e entre o Mar Mediterrâneo e o Oceano Índico de outro, favoreceu o comércio de caravanas que enfraqueceu-se posteriormente em proveito das rotas marítimas, renovadas pela abertura do canal de Suez em 1869. Logo antes da Primeira Guerra Mundial, a região já era a maior produtora petrolífera do mundo e, por isso, despertava o interesse das grandes potências, tornando-se objeto de rivalidades e conflitos internacionais. Além da economia baseada no petróleo e das fortes desigualdades sociais, a região também apresenta problemas nas uniões tribais e étnicas, na fragilidade das estruturas de governo e, sobretudo na centralização islâmica da vida política.
A maioria dos Estados do Oriente Médio surgiram sob influencia do imperialismo franco-britânico, com a queda do Império Turco-Otomano após a I Guerra Mundial, assim a maior parte da região seria dividida em protetorados. A Palestina, a Transjordânia (atual Jordânia), o Egito, o Iraque (antiga Mesopotâmia) e a Pérsia (atual Irã) ficaram sob domínio da Inglaterra e a Síria e o Líbano tornaram-se protetorados franceses. Essa divisão obedeceu aos interesses das potências, que  não levaram em conta os problemas específicos da região como as minorias étnicas e religiosas.
Após a Segunda Guerra Mundial, os países do Oriente Médio tentaram relegar a religião somente à esfera privada, através do nacionalismo pan-arabista, cujo maior líder foi o presidente egípcio Gamal Abdel Nasser. Na década de 1970, as massas urbanas e a classe média se afastaram do nacionalismo, adotando o fundamentalismo islâmico, que consolidou-se como ideologia dominante nas últimas décadas do século XX, principalmente após a Revolução Iraniana de 1979 e a ascensão do Talibã ao poder no Afeganistão.
O Oriente Médio permanece uma das áreas mais instáveis do mundo, devido a uma série de motivos que vão desde a contestação das fronteiras traçadas pelo colonialismo franco-britânico, a posição geográfica, no contato entre três continentes; suas condições naturais, pois a maior parte dos países ali localizados são dependentes de água de países vizinhos; a presença de recursos estratégicos no subsolo, caso específico do petróleo; posição no contexto geopolítico mundial; até a proclamação do Estado de Israel na Palestina em 1948, o que de imediato provocou uma série de conflitos conhecidos como as guerras árabes-israelenses, entre eles a guerra de independência de Israel, a Guerra dos Seis Dias, a Guerra de Suez e a Guerra do Iom Quipur.

## Lista dos conflitos modernos no Oriente Médio
| Datas     | Conflito                                                            | Localização | Vítimas             |
| --------- | ------------------------------------------------------------------- | --- | ------------------- |
| 1918–1922 | Revolta de Simko Shikak                                             | Pérsia | 1,000–5,500         |
| 1918–1920 | Primeira Guerra de Négede-Hejaz                                     | Reino de Négede Reino de Hejaz | 1,392               |
| 1919      | Revolução Egípcia de 1919                                           | Sultanato do Egito | 800-3,000           |
| 1919–1921 | Guerra franco-síria                                                 | Reino Hachemita da Síria Mandato Francês da Síria                                                                                      | 5,000               |
| 1919–1923 | Guerra de Independência Turca (Catástrofe da Ásia Menor) [a]        | Turquia · Grécia · Armenia · União Soviética                                                                                           | 170,500–873,000     |
| 1920–1922 | Revolta iraquiana contra os britânicos                              | Mandato Britânico da Mesopotâmia | 9,000               |
| 1921      | Guerra de fronteira Cuaite-Négede                                   | Primeiro Reino do Kuwait Sultanato de Négede                                                                                           | 200                 |
| 1922–1924 | Ataques de Ikhwan a Transjordânia                                   | Transjordânia | 500                 |
| 1923      | Revolta Adwan                                                       | Transjordânia | 100                 |
| 1924–1927 | Revolução Síria (Guerra Drusa)                                      | Mandato Francês do Líbano Mandato Francês da Síria Drusos Jabal Estado de Damasco França                                               | 12,000              |
| 1924–1925 | Segunda Guerra de Négede-Hejaz                                      | Reino de Négede Reino de Hejaz | 450                 |
| 1925      | Rebelião do Xeque Said                                              | Turquia | 15,000–250,500      |
| 1927–1930 | Revolta Ikhwan                                                      | Mandato Britânico da Mesopotâmia Emirado do Kuwait Reino de Négede e Hejaz                                                             | 2,000               |
| 1929      | Distúrbios na Palestina de 1929                                     | Mandato Britânico da Palestina | 251                 |
| 1930      | Revolta de Ararate                                                  | Turquia · República de Ararat | 4,500–47,000        |
| 1933      | Massacre de Simele                                                  | Reino do Iraque | 1,000–3,000         |
| 1934      | Guerra saudita-iemenita                                             | Arábia Saudita · Reino do Iêmen | 2,100               |
| 1936–1939 | Revolta árabe de 1936-1939                                          | Mandato Britânico da Palestina | 5,000               |
| 1937      | Rebelião Dersim                                                     | Turquia | 40,000–70,000       |
| 1938–1948 | Conflito britânico-sionista                                         | Mandato Britânico da Palestina | 1,000               |
| 1939–1945 | Teatro de Operações do Oriente Médio na Segunda Guerra Mundial[b]   | Reino do Iraque · Estado Imperial do Irã · Reino do Egito · Estado do Grande Líbano · Mandato Britânico da Palestina · República Síria | 46,000              |
| 1946      | Revoltas estudantis egípcias                                        | Reino do Egito | 100–300             |
| 1946–1947 | Crise no Irã de 1946 [c]                                            | Estado Imperial do Irã · República de Mahabad · Governo Popular do Azerbaijão · Soviet Union                                           | 2,000               |
| 1948–     | Conflito israelo-palestino                                          | Mandato Britânico da Palestina Israel · Territórios Palestinos                                                                         | 14,500–20,000       |
| 1947–1948 | Golpe de Estado do clã Yahya                                        | Reino do Iêmen | 4,000–5,000         |
| 1948      | Revolta Al-Wathbah                                                  | Reino do Iraque | 300–400             |
| 1948–2005 | Guerras árabe-israelenses[d]                                        | Reino do Egito · Egito · República Árabe Unida · República Síria · Síria · Jordânia · Líbano · Palestine · Israel                      | 43,000–62,468       |
| 1952      | Revolução Egípcia de 1952                                           | Reino do Egito Egito | 1,000               |
| 1953      | Golpe de Estado no Irã de 1953                                      | Estado Imperial do Irã | 300-800             |
| 1954-1960 | Guerra Jebel Akhdar                                                 | Sultanato de Mascate e Omã | 100                 |
| 1955–1959 | Crise de Makarios                                                   | Protetorado de Chipre | 400–600             |
| 1956–1960 | Violência entre clãs iemenita-adenesa                               | Aden | 1,000               |
| 1958      | Crise no Líbano de 1958                                             | Líbano | 1,300–4,000         |
| 1958–1959 | Revolução Iraquiana                                                 | Federação Árabe · Iraq | 2,000–4,000         |
| 1961–1970 | Primeira Guerra Curdo-Iraquiana                                     | Iraque · Iraque | 105,000             |
| 1962–1970 | Guerra Civil do Iêmen do Norte                                      | Reino do Iêmen · Iêmen · Arábia Saudita                                                                                                | 100,000–200,000     |
| 1962–1975 | Rebelião Dhofar                                                     | Oman · Estado Imperial do Irã · Estado Imperial do Irã · Jordânia · Frente Popular para a Libertação de Omã                            | 10,000              |
| 1963      | Revolução Branca (Irã)                                              | Estado Imperial do Irã | 100                 |
| 1963      | Golpe de Estado de Fevereiro de 1963 no Iraque                      | Iraque · Iraque | 5,000               |
| 1963      | Golpe de Estado na Síria de 1963                                    | República Árabe Unida · Síria | 820                 |
| 1963–1967 | Emergência de Áden                                                  | Federação da Arábia do Sul · Iêmen do Sul                                                                                              | 2,096               |
| 1964      | Distúrbios Hama de 1964                                             | Síria | 70–100              |
| 1966      | Golpe de estado na Síria de 1966                                    | Síria | 400                 |
| 1970–1971 | Setembro Negro na Jordânia                                          | Jordânia · Líbano | 2,000–25,000        |
| 1974      | Invasão turca de Chipre                                             | Turquia · Grécia · Chipre | 965–2,000           |
| 1974–1975 | Segunda Guerra Curdo-Iraquiana                                      | Iraque | 9,000               |
| 1975–1990 | Guerra Civil Libanesa                                               | Líbano · Federação das Repúblicas Árabes · Síria · Israel                                                                              | 150,000             |
| 1976–1979 | Conflitos civis turcos                                              | Turquia | 5,000–5,388         |
| 1976–1982 | Revolta islâmica na Síria                                           | Federação das Repúblicas Árabes · Síria                                                                                                | 40,000              |
| 1977      | Guerra Líbia-Egito                                                  | Egito · Líbia | 500                 |
| 1977      | Revoltas do Pão no Egito em 1977                                    | Egito | 70–800              |
| 1977–     | Conflito entre a Turquia e o Partido dos Trabalhadores do Curdistão | Turquia · Iraque · Federação das Repúblicas Árabes · Síria · Curdistão iraquiano                                                       | 30,000–35,000       |
| 1978–1979 | Revolução Iraniana                                                  | Estado Imperial do Irã · Irã | 7,500–80,000        |
| 1978–1980 | Rebelião curda no Irã                                               | Irã | 10,000              |
| 1979–1983 | Distúrbios na Província Oriental Saudita                            | Arábia Saudita | 182–219             |
| 1979      | Captura da Grande Mesquita                                          | Arábia Saudita | 307                 |
| 1980      | Golpe de Estado na Turquia em 1980                                  | Turquia | 127–550             |
| 1980      | Revolta xiita do Iraque (Primeira Revolta de Sadr)                  | Iraque | 1,000–30,000        |
| 1980–1988 | Guerra Irã-Iraque                                                   | Irã · Iraque · Kuwait | 1,000,000–1,250,000 |
| 1986      | Guerra Civil do Iêmen do Sul                                        | Iêmen do Sul | 5,000–12,000        |
| 1986      | Tumultos do recrutamento egípcio                                    | Egito | 107                 |
| 1986      | Bombardeios em Damasco de 1986                                      | Síria | 204                 |
| 1987      | Massacre de Meca de 1987                                            | Arábia Saudita | 402                 |
| 1990–1991 | Guerra do Golfo                                                     | Iraque · Kuwait · Arábia Saudita | 40,000–57,000       |
| 1991      | Revoltas no Iraque de 1991                                          | Iraque · Curdistão iraquiano | 50,000–100,000      |
| 1992–2000 | Terrorismo no Egito                                                 | Egito | 1,300–2,000         |
| 1994–1997 | Guerra Civil do Curdistão Iraquiano                                 | Curdistão iraquiano | 3,000               |
| 1994      | Guerra Civil do Iêmen de 1994                                       | Iêmen | 7,000–10,000        |
| 1995–     | Insurgência islâmica na Arábia Saudita                              | Arábia Saudita | 300                 |
| 1998      | Operação Desert Fox                                                 | Iraque | 600–2,000           |
| 1999      | Revolta xiita no Iraque (Segunda Revolta de Sadr)                   | Iraque | 100-200             |
| 2003–2010 | Guerra do Iraque                                                    | Iraque · Iraque · Curdistão iraquiano                                                                                                  | 109,032–150,726     |
| 2003–     | Insurgência Baluchi no Irã                                          | Irã | 155-400             |
| 2004      | Massacre Qamishli (2004)                                            | Síria | 30–100              |
| 2004–2010 | Conflito de Sa'dah                                                  | Arábia Saudita · Iêmen | 10,460–11,660       |
| 2004–     | Conflito entre o Irã e o Partido para uma Vida Livre no Curdistão   | Irã · Curdistão iraquiano | 300                 |
| 2006      | Segunda Guerra do Líbano                                            | Líbano · Israel | 1,900               |
| 2006–     | Conflito Fatah–Hamas                                                | Territórios Palestinos | 600–700             |
| 2007      | Conflito do Líbano de 2007                                          | Líbano | 470–532             |
| 2008      | Conflito do Líbano de 2008                                          | Líbano | 105                 |
| 2009–     | Insurgência no sul do Iêmen de 2009                                 | Iêmen | 1,554               |
| 2009–2010 | Protestos eleitorais no Irã em 2009                                 | Irã | 27–150              |
| 2010–     | Rebelião da Al-Qaeda no Iémen                                       | Iêmen | ~2,200              |
| 2010–     | Primavera Árabe[i]                                                  | Tunisia · Bahrain · Egito · Omã · Síria · Iêmen · Líbano                                                                               | +600 mil            |

### Baixas Separadas
[a].↑ Guerra de Independência Turca (cifra de vítimas combinadas de 170.500-873.000+) de:
Guerra Greco-Turca- 70.000–400.000 vítimas 
Guerra Franco-Turca- 40.000 vítimas[carece de fontes?]
Guerra Turco-Armênia - 60.000–432.500 vítimas
Rebelião Koçkiri - 500 mortos[carece de fontes?]
Revolta de Ahmet Anzavur - desconhecido
Revolta Kuva-i Inzibatiye - desconhecido
[b].↑ Teatro de Operações do Oriente Médio da Segunda Guerra Mundial 40.000 (cifra de vítimas combinadas de 12.338-14.898+) de:
Guerra Anglo-Iraquiana - pelo menos 560 mortos
Farhud 175-780 mortos
Campanha Síria-Líbano 10.404-12.964 mortes
Invasão anglo-soviética do Irã 100 -1.062 mortes
Bombardeio da Palestina na Segunda Guerra Mundial 137 mortes
[c].↑ Crise no Irã de 1946 2.000 vítimas (cifra de vítimas combinadas de 921+) de:
Crise da República Popular do Azerbaijão - 421 mortos
Crise da República de Mahabad - desconhecido
Interregno Civil- 500 mortos
[d].↑ Guerras árabe-israelenses 51.000-65.000 vítimas (cifra de vítimas combinadas de 51.438-62.468+) of:
Guerra árabe-israelense (1948-1949) - 14.400 vítimas
Operações de Retaliação (década de 1950) - 3.456 vítimas
Guerra de Suez (1956) - 3.203 mortos
Guerra dos Seis Dias (1967) - 13.976 mortos
Guerra de Desgaste (1967-1970) - 6.403 mortos
Guerra do Yom Kippur (1973) 10.000–21.000
[e].↑ Guerra Civil do Iêmen do Norte 100.000-200.000 vítimas
Golpe de Estado no Iêmen de 1962
Ofensiva de Ramadan
Ofensiva de Haradh
Ofensiva monarquista de 1965
Cerco de Sana'a de 1967
[f].↑ Guerra Civil Libanesa 150.000 vítimas mortais de:
Massacre de Karantina
Massacre de Damour
Massacre de Tel al-Zaatar
Operação Litani
Guerra do Líbano de 1982
Massacre de Sabra e Shatila
Guerra dos Acampamentos 1986-1987
Guerra de Libertação de 1989-1990
[g].↑ Guerra Irã-Iraque 500.000-1.200.000 vítimas mortais (contagem de morte combinadas 184.000+) de
Invasão iraquiana de 1980
Revolta de Mujahedin al-Halq de 1981-1982
Libertação de Khorramshahr 1982 - 17.000 vítimas
Operação Vitória Incontestável 1982 - 50.000 vítimas mortais
Operação Ramadan 1982 - 80.000 mortos
Revolta curda de 1983-1988 (incluindo a campanha de Al-Anfal) 160.000-312.000 mortos
Operação antes do Amanhecer 1983 - 6.000+ mortos
Operação Aurora 3 - 162.000 mortos
Operação Aurora 5 1984 - 50.000 mortos
Operação Aurora 6 1984
Operação Khaibar 1984 - 49.000 mortos
Guerra dos Petroleiros de 1984
Operação Badr (1985) - 30.000-32.000
Guerra das Cidades 1985-1987
Operação Aurora-8 1986
Operation Karbala-4 1986 - 15.000 mortos
Operação Karbala-5 - 85.000 mortos
Operação Nasr 4
Operação Karbala-10
Operação Mersad 1987 - 4.900 mortos
Execuções de prisioneiros políticos iranianos em 1988 2.000 - 30.000 executados
[h].↑ Guerra do Iraque
Invasão do Iraque de 2003
Guerra Civil no Iraque 2006-2008
[i].↑  Teatro do Oriente Médio da Primavera Árabe cifra de  vítimas combinadas 4.414-4.749 de:
Guerra Civil Síria - 2.206 - 2.654 mortes
Revolta no Iêmen em 2011-2012 - 1.016 - 1.203 mortes
Revolução Egípcia de 2011 - 846 mortes
Revolta no Bahrein de 2011 - 9852 mortes